# سیارک ۱۴۵۵۵۸
سیارک ۱۴۵۵۵۸ (به انگلیسی: 145558 Raiatea، نامگذاری:2006OR) صد و چهل و پنج هزار و پانصد و پنجاه و هشتمین سیارک کشف شده‌است که در ۱۷ ژوئیه ۲۰۰۶ کشف شد.